# Oscar Strugstad
Oscar Sigvard Julius Strugstad, född 6 juli 1851 i Kristiania (nuvarande Oslo), död 12 augusti 1919 i Vestre Aker, var en norsk militär. 
Strugstad blev 1873 officer och hade (1901) avancerat till överstelöjtnant, då han, politiskt en "homo novus", den 22 oktober 1903 utnämndes till försvarsminister i Francis Hagerups andra (koalitions-)ministär och avgick med denna den 11 mars 1905, blev samma år överste och chef för Norske jægerkorps, 1910 generalmajor och chef för Trondheims brigad och var 1914–19 generalstabschef. 
Strugstad var starkt engagerad i utvecklingen av den norska idrotten och var från 1906 ordförande i Forbundet for almen idræt. År 1908 var han ledamot av kommittén angående arméns omorganisation.